# 卡薩羅薩 (亞利桑那州)
卡薩羅薩（英語：Casa Rosa）是位於美國亞利桑那州亞瓦派縣的一個非建制地區。該地的面積和人口皆未知。

## 地理
卡薩羅薩的座標為33°56′51″N 112°20′09″W / 33.94750°N 112.33583°W，而該地的平均海拔高度為554米（即1818英尺）。